# 普萊森特希爾 (阿肯色州耶爾縣)
普萊森特希爾（英語：Pleasant Hill）是位於美國阿肯色州耶爾縣的一個非建制地區。該地的面積和人口皆未知。

## 地理
普萊森特希爾的座標為34°53′21″N 93°32′17″W / 34.88917°N 93.53806°W，而該地的平均海拔高度為132米（即440英尺）。